# El Laberinto
El Laberinto fue una revista, inicialmente quincenal y luego semanal, editada en la ciudad española de Madrid entre el 1 de noviembre de 1843 y el 20 de octubre de 1845, durante el reinado de Isabel II. Entre sus colaboradores iniciales, según informaba en el primer número, estaban, entre otros, autores como Evaristo San Miguel, Antonio Alcalá Galiano, José Zorrilla, Juan Eugenio Hartzenbusch, Manuel Bretón de los Herreros, Pedro Madrazo y José Amador de los Ríos, además de las escritoras Gertrudis Gómez de Avellaneda y Carolina Coronado.

## Contexto histórico
Durante la década de 1840 se experimenta en España «una gran proliferación de revistas literarias. Solo en Madrid aparecen en esa década 482 revistas diferentes.» Como señala Borja Rodríguez Gutiérrez, «a la altura de 1844 el viaje se ha convertido en un elemento más de la vida social "imprescindible"» haciéndose eco de la opinión publicada por Bretón de los Herreros en esta revista ese mismo año.
En el establecimiento del editor Ignacio Boix y Blay, que «dio a luz a ediciones y publicaciones periódicas muy populares» como «el Panléxico, la Galería de hombres célebres contemporáneos, Los españoles pintados por sí mismos, El Entreacto, Revista de Teatros o El Laberinto», entre 1843 y 1845 se vivió su momento de máximo esplendor.

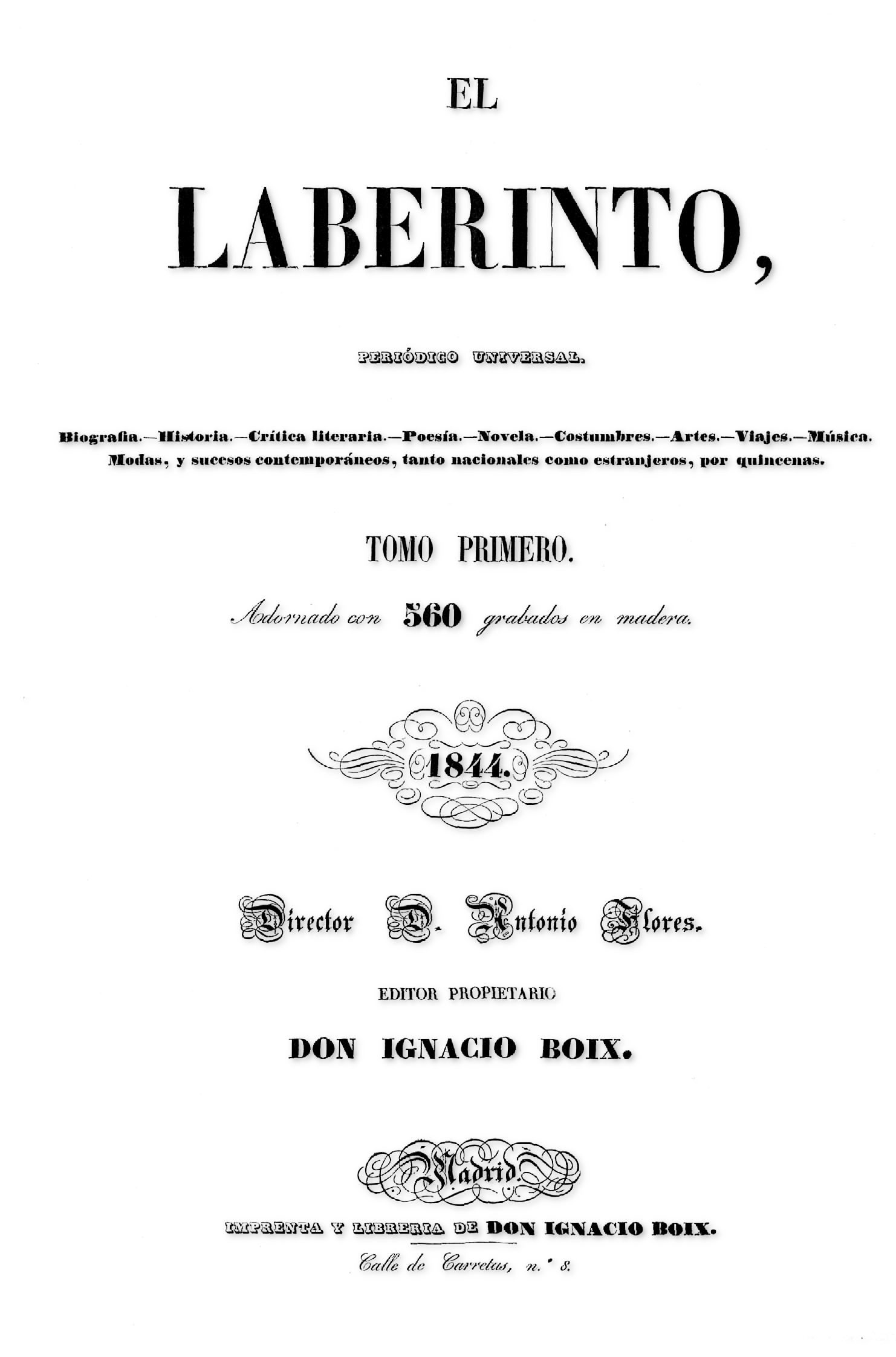
Portada del primer número (1 de noviembre de 1843)

## Descripción
Editada en Madrid hasta mayo de 1845 se subtitula «periódico universal» para añadir después la coletilla «revista pintoresca del Tiempo y del Globo» tras la fusión en esa fecha con la Revista Pintoresca del Globo.
Tenía la sede en la "Imprenta y librería de Ignacio Boix", el editor propietario. Con cierto carácter literario, la publicación fue dirigida por Antonio Flores y, desde el 1 de mayo de 1845, Antonio Ferrer del Río.
Dio lugar a dos tomos de 0,234 x 0,240 m, el primero de 354 páginas y el segundo con 394.
Al principio tenía periodicidad quincenal e incluía grabados. Tras la fusión de mayo de 1845 cambia reduce su frecuencia de quincenal a semanal. Su primer número apareció el 1 de noviembre de 1843 y cesó el 20 de octubre de 1845. En total alcanzaron los 60 números publicados.